# Lac Boivin (sjö i Granby)
Lac Boivin är en sjö i Kanada.   Den ligger i regionen Estrie och provinsen Québec, i den sydöstra delen av landet, 230 km öster om huvudstaden Ottawa. Lac Boivin ligger 112 meter över havet. Arean är 2,0 kvadratkilometer. Den sträcker sig 2,2 kilometer i nord-sydlig riktning, och 2,7 kilometer i öst-västlig riktning.